# 山縣有光
山縣 有光（やまがた ありみつ、1903年（明治36年）6月2日 - 1982年（昭和57年）8月16日）は、日本の陸軍軍人、華族。最終階級は陸軍大佐。爵位は男爵。旧名・船越三郎。

## 経歴
東京出身。男爵・船越光之丞と母・松子（山縣有朋の娘）の三男として生まれる。有朋の養嗣子・山縣伊三郎の養子となり、祖父の功により、1922年（大正11年）2月、山縣公爵家から分家して男爵の爵位を授爵した。
学習院、東京陸軍幼年学校、陸軍士官学校予科（36期）を経て、1925年（大正14年）7月、陸軍士官学校（37期）を卒業。同年10月、陸軍少尉に任官し歩兵第3連隊付となる。1932年（昭和7年）11月、陸軍大学校（44期）を卒業した。
陸軍兵器本廠付（新聞班）、陸軍省軍務局課員、ドイツ駐在などを経て、1937年（昭和12年）8月、航空兵科に転じ航空大尉となる。ドイツ大使館付武官補佐官、参謀本部員などを歴任し、1941年（昭和16年）3月から1944年（昭和19年）12月まで侍従武官を勤めた。
この間、1944年（昭和19年）1月には第一航空軍司令官隷下の部隊並びに陸軍航空関係諸学校に視察のために派遣されるなどした。
1944年（昭和19年）3月、陸軍大佐に進級し、同年12月、浜松教導飛行師団司令部付となり、第6航空軍隷下の第21飛行団長として終戦を迎えた。1945年（昭和20年）11月に復員。墓所は寛永寺第一霊園。

## 栄典・授章・授賞
- 1922年（大正11年）2月1日 - 男爵[2]

## 親族
- 実父・船越光之丞（外交官）
- 実母・船越松子（山縣有朋の次女）
- 養父・山縣伊三郎（内務官僚、山縣有朋の甥）
- 母方祖父・山縣有朋（内閣総理大臣）
- 母方祖母・山縣友子
- 父方祖父・船越衛
- 父方の大叔父・加藤隆義（海軍大将、妻は元内閣総理大臣・加藤友三郎の娘キミ子）
- 義父・伊沢良立（実業家、妻・弥生の父）
- 妻・彌生(1911年生、井澤三郎妹[3])
- 長男・山縣有輔(1933年生[3])
- 長女・彌榮子(1936年生[3])
- 二女・美子(1943年生[3])